# Tetróxido de nitrogênio
Tetróxido de nitrogênio ou tetróxido de dinitrogênio é um composto com fórmula N2O4. Apresenta-se como líquido abaixo de 21 °C e que solidifica a -11 °C. Decompõe-se facilmente e reversivelmente a um gás avermelhado que possui elétrons desemparelhados, agindo em muitos casos como radical livre, o NO2.
Em contato com a água, forma ácido nítrico, sendo por isso usado na produção deste. A redução do ácido nítrico pode formar este óxido novamente e o óxido é formado pela reação espontânea entre o monóxido de nitrogênio (NO) e o oxigênio, sendo no passado esta reação usada no processo de câmara de chumbo para produção de ácido sulfúrico, pela reação do NO2 com o SO2 para produzir SO3 e ácido sulfúrico pela adição deste com água. O NO é produzido pela queima catalítica da amônia (processo Ostwald) ou pelo forte aquecimento (acima de 1000 °C) de uma mistura de nitrogênio e oxigênio.
É usado como propelente de foguetes, formando misturas hipergólicas (de auto-ignição), com hidrazina e seus compostos. Usado para essa finalidade, ele é conhecido simplesmente como: tetróxido de dinitrogênio, e a sigla NTO, é usada extensivamente nesses casos.